# Капітан-цур-зее
Капітан-цур-зее (нім. Kapitän zur See, KptzS або KZS) — найвище військове звання старшого офіцерського складу Військово-морських сил Німеччини різних часів (Імператорські військово-морські сили Німеччини, Рейхсмаріне, Крігсмаріне, Фольксмаріне та Бундесвер).
За військовою ієрархією звання капітана-цур-зее розташовується за старшинством вище за військове звання фрегаттен-капітана та нижче за перше адміральське звання адмірал флотилії.

## Знаки розрізнення капітана-цур-зее

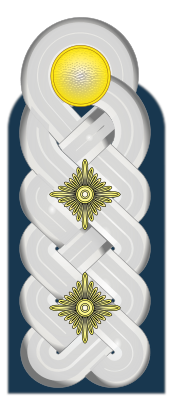
Капітан-цур-зее Крігсмаріне
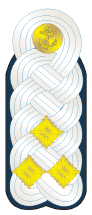
Капітан-цур-зее Фольксмаріне
Капітан-цур-зее ВМС Нідерландів (kapitein-ter-zee)

За часів Третього Рейху у Ваффен-СС еквівалентним званням було СС-штандартенфюрер.